# Rhipidura leucophrys
A cauda-de-leque-de-garganta-preta (Rhipidura leucophrys) é uma ave passeriforme nativa da Austrália, Nova Guiné, ilhas Salomão do arquipélago de Bismarck e da Indonésia oriental. Trata-se de uma ave comum e familiar em grande parte do seu território, vivendo na maior parte dos habitats à exceção da floresta cerrada. Medindo 19-21,5 cm de comprimento, a cauda-de-leque apresenta contraste cromático acentuado, com a metade superior negra e a metade inferior branca, idêntica em ambos os sexos. Há três subespécies reconhecidas; Rhipidura leucophrys leucophrys, presente no sul e centro da Austrália, a pequena R. l. picata no norte da Austrália, e a maior R. l. melaleuca da Nova Guiné e ilhas vizinhas.